# 小桃音麻衣
小桃音麻衣（日语：小桃音 まい），是日本的歌手、日本偶像。兵庫縣神戶市出身。暱稱是Mainya（まいにゃ），台灣的粉絲們也會愛稱她為「麥娘」。2009年在東京開始了獨立製作的偶像活動，於2013年正式出道。在2016年結束了單人偶像生涯，成為了偶像團體「桃色革命」 的一員。於2019年從桃色革命以及偶像卒業。

## 人物
- 在獨立製作活動時期，以一年超過300場的步調參加、舉行各種現場表演活動，也因此在獨立製作偶像樂迷之中擁有很高的知名度。
- 重度的早安家族粉絲。在電視上看到早安少女組。4期成員的加入而對加護亞依一見鍾情。一直持續到正式出道後的現在，也還是一位以早安家族為主、同時喜歡著東京女子流、SKE48等等團體、個人的偶像粉絲。
- 現場演出時，因為很多歌曲的編舞都有往左右兩側移動的動作，觀眾也有跟隨著台上的舞蹈一起移動的習慣，而被稱為「民族大移動」。本人自我介紹時也會表示自己是「民族大移動系偶像」。
- 身高是147.x cm的嬌小身材，所以也有「小動物系歌姬」的愛稱。
- 因為她的言行總是充滿了高昂的職業偶像意識，所以也被一些業界內的人士、一般粉絲尊稱為「小桃音Pro.」。
- 身高隨著開始偶像活動的年數有在每年4月增高0.1cm的設定。2016年4月的時間點是147.7cm。
- 在2015年來台灣舉行公演的私人行程中，曾經發生在西門町拿到TPE48甄選會傳單的趣事。

## 經歷

### 2009年
- 2009年4月13日，在表參道FAB舉行的『Finger Mark Park vol.13』中首次以小桃音まい的身分出演。（但是，在這場活動之中只有擔任主持人，沒有歌舞的表演。）
- 2009年5月27日，首次參與的動漫歌曲翻唱精選輯『もえ☆ダンス presented by アニメ☆ダンス』發售，在CD中演唱「なのです☆ -ひぐらしのなく頃に より-」，CD出道。
- 2009年7月1日，參與的動漫歌曲翻唱精選輯『アニソンぷらす×アニメ☆ダンス コレクション』發售，在CD中演唱「オレンジ ~とらドラ!より~」。
- 2009年8月24日，在大塚Deepa舉行首次的單獨公演『右に左に民族大移動なのです☆』，這也是首次的生日公演。
- 2009年9月16日，舉行首次的主辦公演『ネコトマイ ～ちょっと遅めの夏祭りだってば～』。
- 2009年10月7日，由am music發行首張單曲「Dreamscape☆」，限定1000張。
- 2009年10月10日，「Dreamscape☆」限定1000張完售，Oricon公信榜周排行70名。
- 2009年11月24日，限定1500張的單曲「Masterpiece」完售，Oricon公信榜周排行71名。

### 2010年
- 2010年1月27日，限定2500張的單曲「さくら、咲くころに。」完售，Oricon公信榜周排行44名。這也是第一次的Tie-up單曲，為東京電視台節目「アニソンぷらす」3月份的開頭曲。
- 2010年4月13日，在表參道FAB舉行1周年紀念單獨公演『桜も桃も満開宣言！まいにゃ＠147cm 1年経ったら、こんなに大きくなりました！』。
- 2010年8月24日，在morph-tokyo舉行生日單獨公演『絶対オトナ宣言～今日から色気ムンムンでいくのです♪～』。
- 2010年9月22日，限定5000張的單曲「コズミック☆UNIVERSE」在首周售出約4000張，Oricon公信榜周排行22名。

### 2011年
- 2011年4月23日，在sibuya O-crest舉行2周年紀念單獨公演『Cosmospring～ようこそ、まいにゃの四次元ポケットへ～』。
- 2011年5月10日，舉行主辦公演『コトネの日』，之後固定在每年的5月10日舉行此主辦公演。
- 2011年6月7日，限定10000張的單曲「コズミック☆UNIVERSE」在首周售出了超過7000張，Oricon公信榜周排行24名。
- 2011年8月27日，在sibuya O-WEST舉行生日單獨公演『Oh!!西の陣＠渋谷～まいにゃをアイドル戦国時代に連れてって～』。
- 2011年9月21日，預計在澀谷Glad舉行的『定期公演KISS*001「Magic」』因為颱風而延期。
- 2011年9月26日，在澀谷Glad舉行『定期公演KISS*001「Magic」』。
- 2011年10月8日、9日，參加了在泰國舉行的『AKIBA フェスタ』，是第一次的日本海外演出。
- 2011年10月16日，參與演出的日本電視劇「俺の空 刑事編」正式放送，這也是第一次的日劇演出。
- 2011年10月24日，在morph-tokyo舉行『定期公演KISS*002「nine～morph-tokyo 9th Anniversary～」』。
- 2011年11月26日，首次參與演出的電影「地球防衛ガールズP9」上映。
- 2011年11月30日，在澀谷Glad舉行『定期公演KISS*003「TRICK」』。
- 2011年12月24日，在sibuya O-crest舉行了聖誕公演『まいにゃサンタさん。～笑顔のクリスマスプレゼントは民族大移動で♪～ -まいにゃがいっぱいのサンタさん呼んじゃいました～(/▽\)♪-』。
- 2011年12月31日，在SIBUYA REX舉行了跨年倒數公演『～2011年残り510分前♪～ -まさかのカウントダウン、まさかまさかの無料ワンマン!2011年締めくくりはまいにゃで決まりっ★-』，在今年最後510分鐘前的15:30和大家一起倒數渡過。

### 2012年
- 2012年1月14日，在SIBUYA DESEO舉行了公演+考卷方式的活動『まいにゃ検定試験～小桃音まい式センター試験♪～』，高難度的問題連本人都只有拿到89分，觀眾的平均分數是49分。
- 2012年1月23日，在morph-tokyo舉行『定期公演KISS*004「123」』。
- 2012年2月28日，在澀谷Glad舉行『定期公演KISS*005「Peace」』。
- 2012年3月26日，在morph-tokyo舉行了公演+考卷方式的活動『小桃音まい定期公演番外編「まいにゃ検定試験・追試」』。
- 2012年3月28日，動畫爆漫王的原聲帶「TVアニメ バクマン。 オリジナルサウンドトラック 2」發售，收錄了小桃音麻衣演唱的插入曲「FAKER TRICK! 」。
- 2012年4月1日，從Sweet-Kiss Promotion移籍到波麗佳音。同時cheer-Music的活動經營事業也轉移到波麗佳音底下的ROLL TOGETHER。
- 2012年4月24日，在sibuya O-WEST舉行3周年紀念單獨公演『3年目の本気』。
- 2012年5月25日，在澀谷Glad舉行『定期公演KISS*006「TO YOU」』。
- 2012年7月3日，發行了獨立製作的第6張的單曲「♥Magic Kiss♥」。
- 2012年8月17日，在惠比壽LIQUIDROOM舉行生日單獨公演『絶頂上昇FLAG↑↑』。
- 2012年9月25日，在morph-tokyo舉行『定期公演KISS*007「MAI FLAG」』。
- 2012年10月27日，在原宿アストロホール舉行『定期公演KISS*008「「TRICK or COSPLAY～仮装しなきゃ値段上げちゃうよ～」」』。
- 2012年12月10日，在赤坂BLITZ舉行了聖誕公演『チョコは嫌いだけどチョコっと早い”クリスマスワンマンライブ』。

### 2013年
- 2013年1月11日，在澀谷Glad舉行『定期公演KISS*009「チョコっと新春2013」』。
- 2013年2月9日，在週刊プレイボーイ的2013年2月25日號登場，這是第一次的寫真期刊雜誌工作。
- 2013年2月10日，在澀谷REX舉行『定期公演KISS*010「祝10回☆チョコっとフライング、新曲発表公演」』。
- 2013年2月12日，發行了首張獨立製作專輯『1st-チョコっと』，Oricon公信榜周排行43名（日排行最高7名）。
- 2013年3月9日，在東京マウントレーニアホール開始了首次日本巡迴演出『MAI RING vol.1 ♥小桃音まい lovers ××♥』，總共在日本4個城市舉行了5場公演。
- 2013年4月21日，在表参道ground舉行4周年紀念單獨公演『MAI RING 小桃音まい lovers All Fan-kotomin- ～4周年記念ワンマンライブ～』，同時也是首次日本巡迴公演的最終場。
- 2013年5月5日，在マウントレーニアホール舉行『定期公演KISS*011「コドモマイ」』。
- 2013年5月10日，在這天的主辦公演「コトネの日」之中，宣布了將要在8月14日從波麗佳音正式出道的消息，同時也宣布了5月10日被日本紀念日協會認證為正式的「コトネの日」紀念日。
- 2013年8月14日，發行正式出道後首張單曲「BANG BANG 鼓笛サンバ」，Oricon公信榜周排行20名（日排行最高8名）。
- 2013年8月23日，在sibuya O-EAST舉行生日單獨公演『地上の階段のぼる、私はまだシンデレラなのです☆』。
- 2013年10月26日，在澀谷Glad舉行『定期公演KISS*012「かぼちゃのCHACHACHA♪」』。
- 2013年11月3日，在新潟SHOW!CASE!!開始了第2次日本巡迴演出『MAI RING vol.2 ♥小桃音まい lovers ××♥』，總共在日本5個城市舉行了5場公演。
- 2013年12月31日，在澀谷REX舉行了『MAI RING vol.2 ♥小桃音まい lovers ××♥』最終場的東京公演。

### 2014年
- 2014年2月1日，從波麗佳音移籍到勝利娛樂旗下的GiRLPOP／偶像特化品牌VERSIONMUSIC。
- 2014年2月26日，發行正式出道後第2張單曲「ダンシン☆ハイスクール」。
- 2014年4月5日，在名古屋ホリデーネクストNAGOYA開始了第3次日本巡迴演出『小桃音まい 5周年記念東名阪ツアー「ダンシン☆民族大移動」』，總共在東京、名古屋、大阪等3個城市舉行了3場公演。
- 2014年4月13日，在TSUTAYA O-WEST舉行5周年紀念單獨公演『小桃音まい 5周年記念東名阪ツアー「ダンシン☆民族大移動」』東京場次。
- 2014年8月24日，在原宿アストロホール舉行生日單獨公演『小桃音まい’24 -TWENTY FOUR-～この日が唯一の誕生日だ!!～』。
- 2014年10月29日，發行正式出道後第3張單曲「パレード・イリュージョン」，同時也是第一張成為動畫片尾曲的單曲。
- 2014年12月9日，在澀谷Glad舉行『定期公演MORE KISS*001』。

### 2015年
- 2015年1月6日，在TSUTAYA O-WEST舉行新春單獨公演『「ハッピーニュー・イリュージョン」～怪盗まいにゃの予告状～今夜、あなたのダイヤをいっただきます』，同時在這場公演中宣布了個人史上最大的日本+台灣巡迴演出。
- 2015年1月26日，在澀谷Glad舉行『定期公演MORE KISS*002』。
- 2015年2月28日，在澀谷Glad舉行『定期公演MORE KISS*003』。
- 2015年3月14日，由小桃音麻衣擔任封面人物的偶像寫真誌CHEERZ BOOK創刊號發行。這是小桃音麻衣第一次擔任雜誌的封面人物。
- 2015年4月12日，在新潟SHOW!CASE!!開始了首次日本＋台灣巡迴演出『MAI RING vol.3 小桃音まい lovers XX』。
- 2015年4月19日，在台灣PIPE LIVE House舉行了首次的海外單獨公演『MAI RING vol.3 小桃音まい lovers XX』台灣場次。
- 2015年5月6日，在Mt.RAINIER HALL SHIBUYA PLEASURE PLEASURE舉行了首次的不插電公演『アコまいにゃ～あったかいんだからぁ♪～』。
- 2015年7月26日，在澀谷Glad舉行『定期公演MORE KISS*004』。
- 2015年8月1日，在TOKYO IDOL FESTIVAL 2015發售了會場限定單曲「Colorful∞Infinity」。
- 2015年8月16日，在台灣杰克音樂舉行了第2次的台灣單獨公演『MAI RING vol.3 小桃音まい lovers XX』追加台灣場次。
- 2015年8月23日，從VERSIONMUSIC移籍到MONSTAR Japan Association。
- 2015年8月24日，在惠比壽LIQUIDROOM舉行生日單獨公演:小桃音まいツアー2015「MAI RING vol.3 小桃音まい lovers ××」ファイナル『決戦！恵比寿”リベンジ”ルーム』。
- 2015年8月24日，在25歲生日單獨公演發售會場限定單曲「ちゅるりっぱ」。同時也是小桃音首次作詞的作品。
- 2015年8月27日，在表參道GROUND舉行『定期公演MORE KISS*005』，同時也是不插電公演的『今宵、表参道。アコスティックまいにゃ』。
- 2015年9月19日，在澀谷Glad舉行『小桃音まい定期公演 MORE KISS*006 「ちゅるりっぱ」』。
- 2015年10月11日，在澀谷Glad舉行『小桃音まい定期公演 MORE KISS*007』。在這場公演中首次公開了「ちゅるりっぱ」的PV, 這也是小桃音まい個人首支完全在海外(台灣)拍攝的PV
- 2015年11月1日，在澀谷DESEO mini with Village Vanguard舉行『小桃音まい定期公演 MORE KISS*008』。
- 2015年12月13日，在澀谷DESEO mini with Village Vanguard舉行『小桃音まい定期公演 MORE KISS*009 「ひとりリクエストアワード　ベスト10」』。
- 2015年12月20日，在台灣杰克音樂舉行了第3次的台灣單獨公演『小桃音まい年末カウントダウンワンマンライブ台湾公演』，同時也是2015年台灣、大阪、東京年末倒數巡迴公演的第一站。
- 2015年12月31日，在澀谷Glad舉行『小桃音まい 年末ツアー 東西カウントダウンLIVE@Glad』的跨年前510分鐘倒數公演。同時公佈了小桃音史上最大的巡迴公演『小桃音まいツアー2016「MAI RING vol.4 小桃音まい lovers ××」』，總計將巡迴日本、台灣等舉行13場公演。

### 2016年
- 2016年1月30日，在台灣杰克音樂舉行了第1次的台灣定期公演『小桃音まい 定期公演in台湾＠台湾Jack's Studio』。
- 2016年3月5日，在澀谷Glad舉行『小桃音まい 記者会見「94＋6＝2680」』，宣布了將在今年8月14日春夏巡迴的最終場，結束單人偶像的活動。同時以結成新的團體偶像為目標，開始了新的偶像團體成員甄選會。
- 2016年4月2日，在神戸VARIT開始了單人偶像生涯最後一次的巡迴公演『小桃音まいツアー2016「MAI RING vol.4 小桃音まい lovers ××」』。
- 2016年5月24日，發售了最後一張單曲「My Love〜コトNation〜」，以及精選輯「Mai Kotone the BEST」。
- 2016年8月14日，在惠比壽LIQUIDROOM舉行了單人偶像活動休止公演『小桃音まいツアーFINAL「小桃音まいソロ活動休止ライブ～2680日目の最高の日～」』。
- 2016年10月1日，在台灣杰克音樂舉行了因7月颱風取消的台灣公演補場演出『小桃音まい プレミアム ワンマンライブ2016 in 台湾』。
- 2016年10月2日，在台灣舉行了粉絲見面會『小桃音まい ファンミーティング「小籠包と小桃音」 in 台湾』，這也是小桃音身為單人偶像的最後一場活動。

### 2019年
- 2019年4月13日，在表參道GROUND舉行了出道10周年紀念公演「あの日、あの時、この場所で。」
- 2019年4月19日，宣布將在2019夏天從桃色革命以及偶像活動中卒業。
- 2019年6月12日~6月16日，出演個人的首次舞台劇「スリーアウト～ホームラン篇～」。
- 2019年8月17日，在台灣杰克音樂舉行了個人最後一次巡迴演出的台灣場，小桃音まい 三大都市ツアー2019夏「island」。
- 2019年9月1日，在神田明神ホール舉行了卒業公演「on1y」，桃色革命以及偶像卒業。
- 2019年10月13日，發行首本個人寫真集「bonita」。

## 活動

### 音樂作品

#### 單曲
- 1st「Dreamscape☆」（2009年10月7日）

am music：PARA-0996
1. Dreamscape☆
2. ちょっとLOVEしてるんだってば
3. なのです☆　〜ひぐらしのなく頃に より〜
4. Dreamscape☆（Off Vocal）
5. ちょっとLOVEしてるんだってば（Off Vocal）

- 2nd「Masterpiece」（2009年11月24日）

am music：PARA-0995
1. Masterpiece
2. 恋のココロエ
3. オレンジ　〜とらドラ！より〜
4. Masterpiece（Off Vocal）
5. 恋のココロエ（Off Vocal）

- 3rd「さくら、咲くころに。」（2010年1月27日）

am music：PARA-0993
1. さくら、咲くころに。
2. Yeah yeah yeah!
3. バレンタイン・キッス
4. さくら、咲くころに。（Off Vocal）
5. Yeah yeah yeah!（Off Vocal）

- 4th「コズミック☆UNIVERSE」（2010年9月22日）

am music：PARA-0990
1. コズミック☆UNIVERSE
2. 恋愛サーキュレーション （化物語より）
3. HAPPINESS
4. コズミック☆UNIVERSE （OFF VOCAL）
5. 恋愛サーキュレーション（OFF VOCAL）

- 5th「ラグランジュ☆ポイント」（2011年6月7日）

am music：PARA-0988 A Type（通常盤）；PARA-0987 B Type（特別盤）；PARA-0986 C Type（特別盤）
1. ラグランジュ☆ポイント
2. 流星降る街へ
3. COSMOS vs ALIEN
4. ラグランジュ☆ポイント（OFF VOCAL）
5. 流星降る街（OFF VOCAL）

- 6th「♥Magic Kiss♥」（2012年7月3日）

波麗佳音：PCML1201 - 1207（通常A盤 - G盤）
1. ♥Magic Kiss♥
2. Rainy　Days
3. Oh, my Sunny Day!

- 7th「BANG BANG 鼓笛サンバ」（2013年8月14日）

勝利娛樂： VICL-36809、 VICL-36810 - VICL-36812、 VIZL-562（普通盤、限定B盤 - D盤、限定A盤）
- 8th「ダンシン☆ハイスクール」（2014年2月26日）

勝利娛樂： VICL-36882 - 36885（限定盤A - C、通常盤）
- 9th「パレード・イリュージョン」（2014年10月29日）

勝利娛樂： VICL-36968
以「まいにゃ with シャッフルシスターズ」名義發行，是動畫「怪盜Joker」的片尾曲。
- 10th「Colorful∞Infinity」（2015年8月1日）

MONSTAR works： MOWO-0101
- 11th「ちゅるりっぱ」（2015年8月24日）

MONSTAR works： MOWO-0102
- 12th「My Love〜コトNation〜」（2016年5月24日）

MONSTAR works： MOWO-0103

#### 專輯
- 1st『1st-チョコっと』（2013年2月12日）

波麗佳音：PCML1208 - 1212（初回限定盤、普通A盤 - D盤）
Oricon公信榜周排行43名（日排行最高7名）
1. キラリ
2. コズミック☆UNIVERSE
3. My Sweet Flag
4. ねぇ、あのね。。
5. バレンタイン・キッス
6. さくら、咲くころに
7. 愛デス♡
8. アブラカダブラン♪
9. Winkも届かない
10. ✠sIsTeR✠
11. ☆You're My Fantasy☆
12. Charlotte

- 精選輯『Mai Kotone the BEST』（2016年5月24日）

am music：PARA-0597 - 0579
1. Dreamscape☆
2. Masterpiece
3. ラグランジュ☆ポイント
4. ♥Magic Kiss♥
5. BANG BANG 鼓笛サンバ
6. なのです☆
7. オレンジ
8. 恋愛サーキュレーション
9. ちょっとLOVEしてるんだってば
10. 恋のココロエ
11. HAPPINESS
12. 流星降る街へ
13. Yeah yeah yeah!
14. Peace in MYTH!
15. One more chance!!!!!!!（unreleased demo vocal）

#### 合輯/原聲帶
- THE BEST OF COVER VOCAL STAR（2010年1月27日）

FARM RECORDS：FARM-0213
Track14 オレンジ　〜とらドラ！より〜 / 小桃音まい
- アニメ☆ダンス BEST GIG（2010年5月26日）

FARM RECORDS：FARM-0222
Track11 恋愛サーキュレーション (化物語より) / 小桃音まい
Track13 オレンジ　～とらドラ！より～ / 小桃音まい
Track15 ぱんだねこ体操 (はなまる幼稚園より) / 小桃音まい,桃知みなみ,橋本亜美(コスメティックロボット)
- リアル系アイドル図鑑　コンピレーションアルバム CD+DVD （2011年5月25日）

メディアファクトリー：FVCG-1149
Track02 なのです☆ ~ひぐらしのなく頃に より~
- HMV入門編シリーズ 吉田豪監修「ライブアイドル入門」（2011年8月31日）

HNMH1
Track04 恋愛サーキュレーション （化物語より）
- 地球防衛ガールズP9歌曲集（2011年11月23日）

Bellwood Records ：BZCS-5025
Track01 地球防衛ガールズP9のテーマ （特殊選抜隊員）
Track02 LIGHTNING （小桃音まい）
- TVアニメ バクマン。 オリジナルサウンドトラック 2 Soundtrack  （2012年3月28日）

Lantis：LACA-15202
Track29 FAKER TRICK!

### 電視
- アニソンぷらす＋（テレビ東京）
- 俺の空 刑事編第1話 本人役(テレビ朝日)

### 廣播
- TOKYO→NIIGATA MUSIC CONVOY（FM PORT、木曜日担当）
  - 小桃音まいの☆きゃらめるまきRADIO☆（FM PORT、前番組）

### 電影
- 地球防衛ガールズP9（2011年11月26日公開）-  五島黄絵 役

### 舞台劇
- 「スリーアウト～ホームラン篇～」（2019年6月12日 ~ 2019年6月16日）

### 寫真集
- 「bonita」 - 2019年10月13日

## 外部連結
- （日語）きゃらめるまんま おかわり 官方部落格 （页面存档备份，存于）
- （日語）小桃音麻衣 官方網站
- （日語）小桃音麻衣的X（前Twitter）
- （日語）小桃音麻衣的Instagram帳戶
- （英文）小桃音麻衣的Facebook專頁
- （日語）MONSTAR Japan Association 官方網站 （页面存档备份，存于）